# Soyouz MS-01
Soyouz MS-01 (en russe : Союз МС-01) est une mission spatiale qui a débuté le 7 juillet 2016 et s'est terminée le 30 octobre suivant. Première mission de la nouvelle version MS du vaisseau Soyouz, elle transporte les trois membres de l'Expédition 48 vers la station spatiale internationale (ISS).

## Équipage
- Commandant : Anatoli Ivanichine (2),  Russie
- Ingénieur de vol 1 : Takuya Onishi (1),  Japon
- Ingénieur de vol 2 : Kathleen Rubins (1),  États-Unis

## Équipage de réserve
- Commandant : Oleg Novitski (1),  Russie
- Ingénieur de vol 1 : Thomas Pesquet (0),  France
- Ingénieur de vol 2 : Peggy Whitson (3),  États-Unis

Le chiffre entre parenthèses indique le nombre de vols spatiaux effectués par l'astronaute, Soyouz MS-01inclus.

## Caractéristiques techniques

Éclaté et coupe du vaisseau spatial Soyouz MS-01